# Kaszłyk

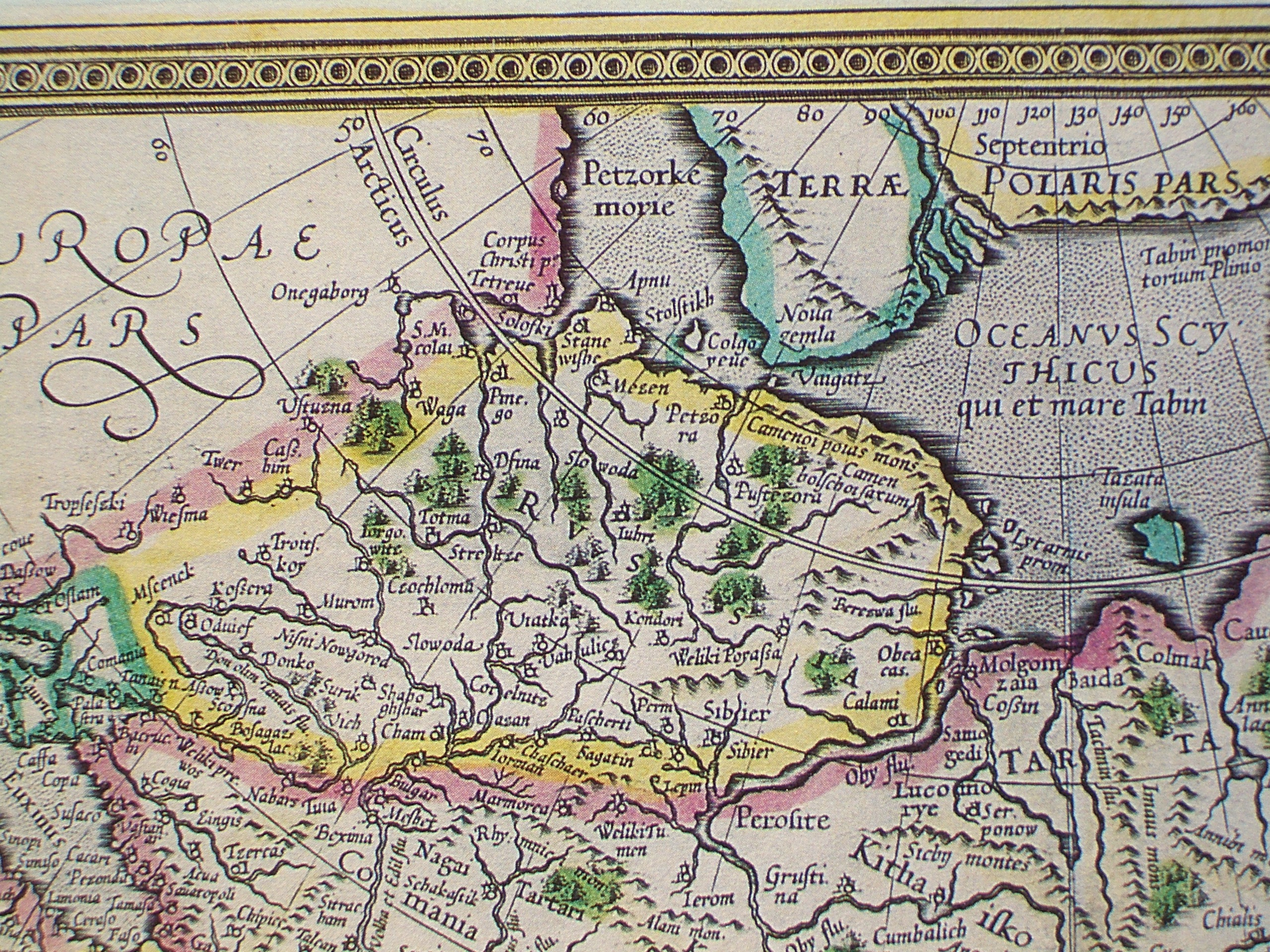
Sibier – miasto i region na mapie Gerarda Merkatora 1595

Sibir, Kaszłyk, Isker – średniowieczny gród tatarski założony na początku XIV w. na prawym brzegu rzeki Irtysz, 17 km powyżej dzisiejszego Tobolska. Do roku 1582 stolica  Chanatu Syberyjskiego. 
W roku 1582 Kozacy pod wodzą atamana  Jermaka zdobyli i zniszczyli Kaszłyk. Co prawda musieli oni wycofać się z tych terenów po śmierci Jermaka w 1585, ale już po roku zdobyli je ponownie, kontynuując podbój Syberii i zakładając m.in. Tobolsk. Kaszłyk nigdy już nie podniósł się z ruin.
Nazwa Sibir wywodzi się od plemienia tureckiego, zamieszkującego rejony  dzisiejszego Tobolska. Jest prawdopodobne, że nazwa Syberia pochodzi również od tego plemienia.